# Aktive Landkreisbürger
Die Aktiven Landkreisbürger (kurz ALB) sind eine kommunale Wählergruppe im Landkreis Hof.
Bei den Kommunalwahlen in Bayern 2002 errangen die Aktiven Landkreisbürger unter Führung des Schauensteiner Stadt- und Kreisrats Hermann Fraas zwei Mandate im Kreistag des Landkreises Hof. Sie gingen dabei eine Listenverbindung mit der SPD ein.
Bei den folgenden Wahlen 2008 und 2014 konnten sie jeweils drei Mandate gewinnen.